# Carl Preuner
Carl Preuner (* 1859 in Niedernhall; † 15. Januar 1928 in Tübingen) war ein deutscher Verwaltungsbeamter.

## Leben
Preuner war ein Sohn des Pfarrers Christian Karl Preuner (1830–1905) und dessen Frau Amalie, geb. Hauser. Er amtierte von 1892 bis 1894 als Amtmann beim Oberamt Gmünd. 1897 wurde er Sekretär und Registrator bei der Kanzlei der Zentralstelle für die Landwirtschaft, 1898 Oberamtmann des Oberamts Backnang, ab 1908 mit dem Titel eines Regierungsrats, und 1915 Oberamtmann des Oberamts Tübingen. 1924 trat er in den Ruhestand.
Seit dem Wintersemester 1878/79 war er Mitglied der Burschenschaft Germania Tübingen.